# Cravelha

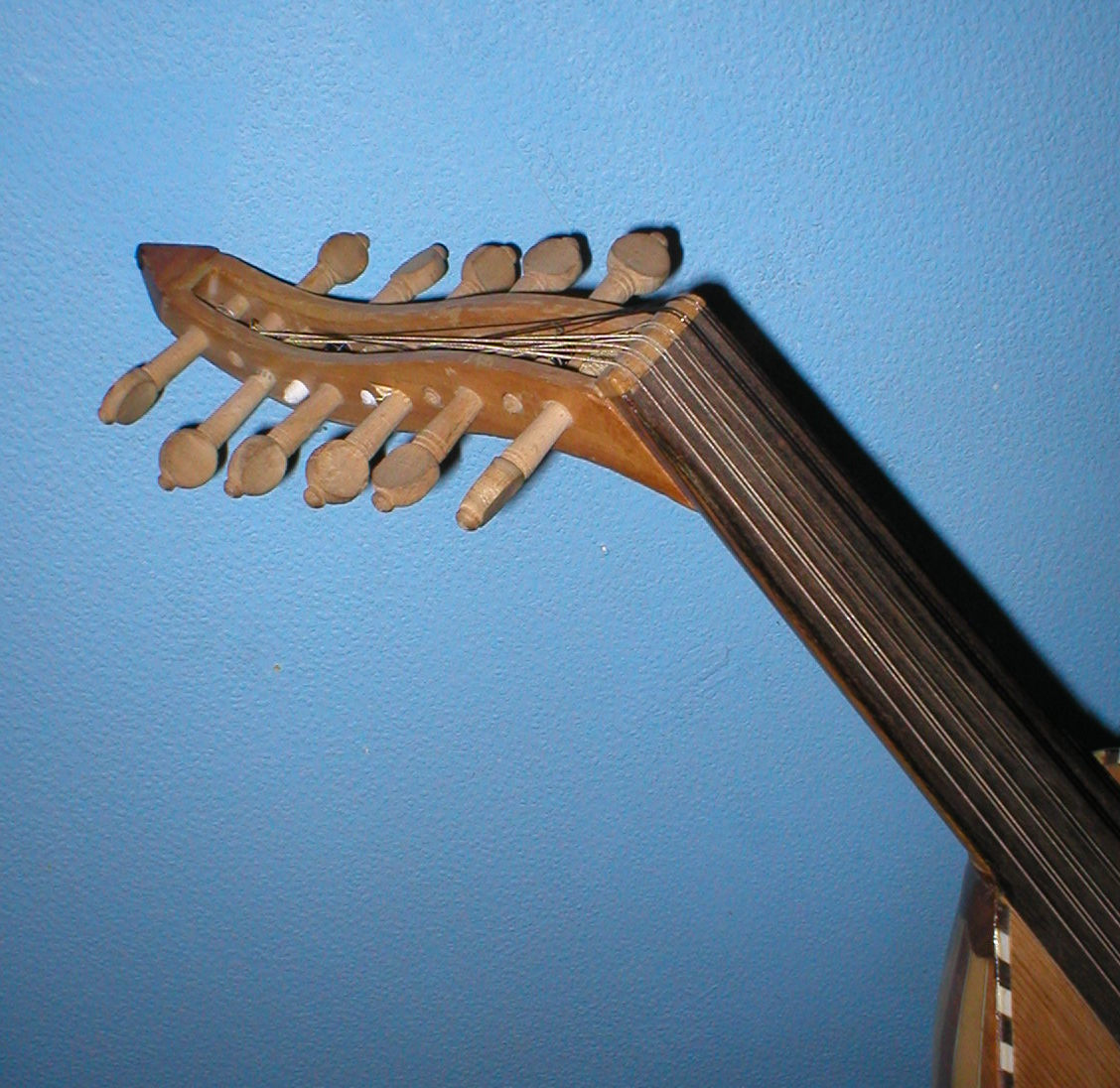
Braço e cravelhal de um Oud

Cravelha é uma peça metálica ou de madeira que em certos instrumentos de corda permite controlar a tensão aplicada a cada corda, retesando-a ou afrouxando-a, fazendo com que seja atingida a afinação ideal. No Brasil, também é conhecida por tarraxa.
As cravelhas são inseridas no cravelhal (também chamado cravelhame), situado no extremo externo do braço do instrumento. Em certas guitarras elétricas modernas, o cravelhal foi suprimido e as cravelhas, assim, foram transferidas para o cavalete, no outro extremo das cordas.
Alguns autores distinguem no nome as “cravelhas” dos “carrilhões”: chamam “cravelha” quando o eixo de rotação da peça é perpendicular ao plano do cravelhame e chamam “carrilhão” quando o eixo de rotação da peça é paralelo ao plano do cravelhame.

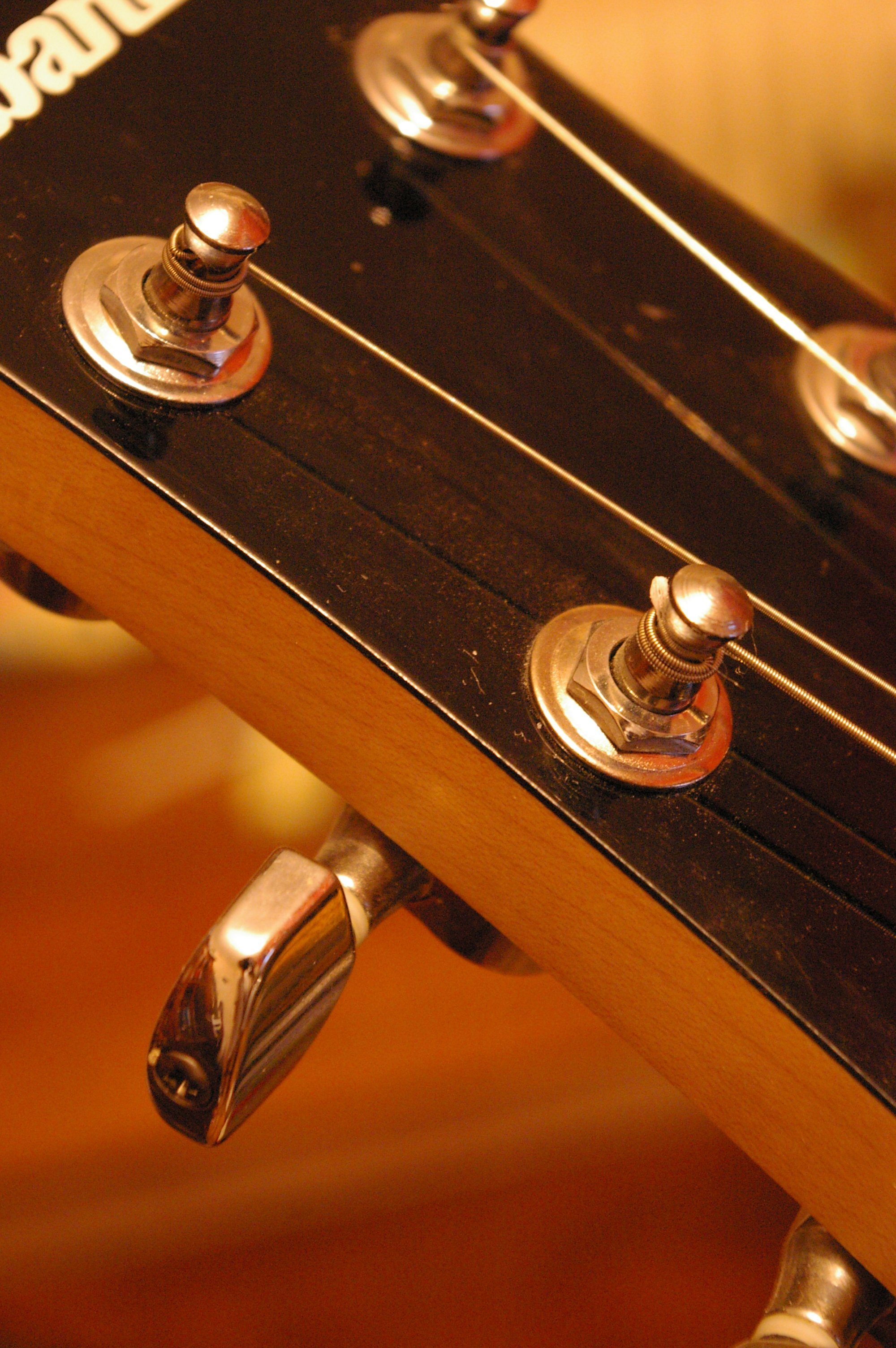
Cravelhas em um violão de aço
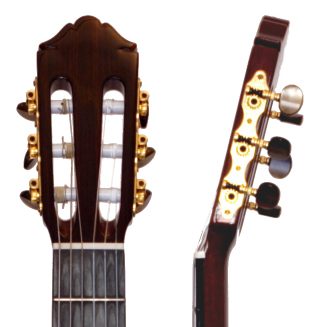
Carrilhões em uma violão de nylon

Em geral, cravelhas devem ser giradas com a mão nua e são encontradas na maioria dos instrumentos de corda, tanto ocidentais quanto orientais, antigos ou contemporâneos como: alaúde, balalaika, 
bandolim,
banjo, 
bouzouki, 
cavaquinho, 
charango, 
guitarrão, 
cítara, 
contrabaixo acústico, 
contrabaixo elétrico, 
guitarra elétrica, 
kuitra, 
monocórdio, 
oud, 
pandora, 
quitra, 
rabeca, 
sangen, 
shamisen, 
ukelele, 
vihuela, 
viola, 
viola caipira, 
violão, 
violão de 7 cordas, 
violão de 12 cordas, 
violino e
violoncelo.
Em alguns instrumentos, as cravelhas exigem chaves para ser giradas. Exemplos são o piano, o cravo, a harpa e a lira.
Poucos são, portanto, os instrumentos de corda que não utilizam cravelhas, como o berimbau.
Em casos como do violão, do contrabaixo e da guitarra elétricos há vários modelos de cravelhas: as de fixação individual ou agrupadas, abertas ou hermeticamente fechadas. As fechadas mantém a lubrificação necessária internamente. Em outros instrumentos, as cravelhas não necessitam de lubrificação.
A palavra cravelha provém do latim clavicula, que significa chavezinha.